# مدال زبابي توماس
مدال زبابي توماس (الاسم العلمي: Microgale thomasi)، نوع من الثدييات المنتمية إلى فصيلة مداليات. متوطن في مدغشقر. موائله الطبيعية هي غابات الأراضي الرطبة شبه الاستوائية أو الاستوائية. وهو مهدد بفقدان موائله.